# Mercury (Saboya)
Mercury es una comuna francesa situada en el departamento de Saboya, en la región Auvernia-Ródano-Alpes.

## Demografía
| 1 297 | 1 370 | 1 620 | 2 037 | 2 154 | 2 330 | 2 649 | 2 893 | 3 046 |
| Para los censos de 1962 a 1999 la población legal corresponde a la población sin duplicidades (Fuente: INSEE [Consultar]) |       |       |       |       |       |       |       |       |